# Lipocheilus carnolabrum
Lipocheilus carnolabrum är en fiskart som först beskrevs av Chan, 1970.  Lipocheilus carnolabrum ingår i släktet Lipocheilus och familjen Lutjanidae. Inga underarter finns listade i Catalogue of Life.